# Johnny Eblen
Johnny Eblen (ur. 13 grudnia 1991 w Des Moines) – amerykański zawodnik mieszanych sztuk walki (MMA). Były mistrz PFL w wadze średniej. Zdobywca superpasa „Mistrz PFL kontra Mistrz Bellator” z 2024. 

## Życiorys i przeszłość w zapasach
Eblen, urodzony jako syn matki Koreanki i ojca Amerykanina w przeszłości był stanowym mistrzem zapasów w Park Hill High School w Kansas City. Walczył kolegialnie na Uniwersytecie Missouri, gdzie został kwalifikatorem NCAA w 2015 roku i dwukrotnym członkiem akademickiego zespołu All-MAC Team, publikując trzy kampanie z 20 zwycięstwami. Jego rekord wynosił 87-24. Jego czas na studiach był również naznaczony kontuzjami, ponieważ latem przed studiami doznał złamania kości strzałkowej, a także zerwał kilka więzadeł w kostce. W drugim sezonie Eblen doznał skrajnego odwodnienia podczas 7-milowego biegu. Wylądował na OIOMie przez trzy dni, zanim niecały miesiąc po tym, jak rozerwał łąkotkę w lewym kolanie, wymagał kolejnej operacji. Przed rokiem juniorskim doznał zwichnięcia prawego ramienia, co ostatecznie doprowadziło go do zakończenia sezonu przed rozpoczęciem turnieju MAC po jego ponownej kontuzji.
Po ukończeniu studiów w Missouri w 2015 roku, przeniósł się na Florydę, gdzie podjął pracę niezwiązaną z MMA. Pracował na pełen etat w firmie brukarskiej i trenował zapasy. Kiedy spotkał Steve’a Mocco, byłego zapaśnika olimpijskiego i trenera klubu American Top Team, podczas treningu zapaśniczego, został zaproszony do odwiedzenia tego klubu.

## Osiągnięcia

### Mieszane sztuki walki
- Professional Fighters League
  - 2024-2025: Mistrz PFL w wadze średniej
- Bellator MMA
  - 2022-2024: Mistrz Bellator MMA w wadze średniej[11]
  - 2024: Zdobywca superpasa „Mistrz PFL kontra Mistrz Bellator”[4]

## Lista zawodowych walk w MMA
| Wynik     | Bilans | Przeciwnik (bilans przed walką) | Rozstrzygnięcie                           | Runda | Czas | Rozgrywki                                     | Data       | Miejsce      | Uwagi |
| --------- | ------ | ------------------------------- | ----------------------------------------- | ----- | ---- | --------------------------------------------- | ---------- | ------------ | --- |
| Przegrana | 16-1   | Costello van Steenis (16-3)     | Poddanie (duszenie zza pleców)            | 5     | 4:51 | PFL Champions Series 2: Eblen vs. van Steenis | 19.07.2025 | Kapsztad     | Stracił pas mistrzowski PFL w wadze średniej. Main Event. |
| Wygrana   | 16-0   | Fabian Edwards (13-3)           | Decyzja (jednogłośna)                     | 5     | 5:00 | PFL Super Fights: Battle of the Giants        | 19.10.2024 | Rijad        | Obronił pas mistrzowski Bellator MMA w wadze średniej i zdobył inauguracyjny tytuł mistrzowski PFL w wadze średniej. Tytuł Bellatora został oficjalnie dezaktywowany 14 lipca 2025 roku. |
| Wygrana   | 15-0   | Impa Kasanganay (15-3)          | Decyzja (niejednogłośna)                  | 3     | 5:00 | PFL vs. Bellator: CHAMPS                      | 24.02.2024 | Rijad        | Zdobył superpas „Mistrz PFL kontra Mistrz Bellator”. Co-Main Event |
| Wygrana   | 14-0   | Fabian Edwards (12-2)           | TKO (łokcie i ciosy pięściami w parterze) | 3     | 0:21 | Bellator 299: Eblen vs. Edwards               | 23.09.2023 | Dublin       | Obronił pas mistrzowski Bellator MMA w wadze średniej. Main Event |
| Wygrana   | 13-0   | Anatolij Tokow (31-3)           | Decyzja (jednogłośna)                     | 5     | 5:00 | Bellator 290                                  | 04.02.2023 | Inglewood    | Obronił pas mistrzowski Bellator MMA w wadze średniej. Co-Main Event |
| Wygrana   | 12-0   | Gegard Mousasi (49-7-2)         | Decyzja (jednogłośna)                     | 5     | 5:00 | Bellator 282                                  | 24.06.2022 | Uncasville   | Zdobył pas mistrzowski Bellator MMA w wadze średniej. Main Event |
| Wygrana   | 11-0   | John Salter (18-5)              | Decyzja (jednogłośna)                     | 3     | 5:00 | Bellator 276                                  | 12.03.2022 | Saint Louis  | |
| Wygrana   | 10-0   | Collin Huckbody (10-3)          | TKO (ciosy pięściami)                     | 1     | 1:11 | Bellator 272                                  | 03.12.2022 | Uncasville   | |
| Wygrana   | 9-0    | Travis Davis (10-4)             | Decyzja (jednogłośna)                     | 3     | 5:00 | Bellator 262                                  | 16.07.2021 | Uncasville   | |
| Wygrana   | 8-0    | Daniel Madrid (18-6)            | KO (lewy hak)                             | 1     | 2:44 | Bellator 258                                  | 07.05.2021 | Uncasville   | |
| Wygrana   | 7-0    | Taylor Johnson (6-1)            | Decyzja (jednogłośna)                     | 3     | 5:00 | Bellator 250                                  | 29.10.2020 | Uncasville   | |
| Wygrana   | 6-0    | Mauricio Alonso (13-7)          | Decyzja (jednogłośna)                     | 3     | 5:00 | Bellator 229                                  | 04.10.2019 | Temecula     | |
| Wygrana   | 5-0    | Chauncey Foxworth (9-7)         | Decyzja (jednogłośna)                     | 3     | 5:00 | Bellator 218                                  | 22.03.2019 | Thackerville | Debiut w Bellator MMA. |
| Wygrana   | 4-0    | Tyler Lee (3-1)                 | TKO (poddanie po ciosach)                 | 1     | 2:14 | Shamrock FC 310                               | 13.10.2018 | Kansas City  | |
| Wygrana   | 3-0    | Wayman Carter (7-8)             | Poddanie (duszenie gilotynowe)            | 1     | 1:37 | Shamrock FC 308                               | 18.08.2018 | Saint Louis  | |
| Wygrana   | 2-0    | Raymond Gray (3-5)              | TKO (poddanie po ciosach)                 | 1     | 2:21 | Shamrock FC 298                               | 18.11.2017 | Kansas City  | |
| Wygrana   | 1-0    | Wayne Collier (0-3)             | TKO (poddanie po ciosach)                 | 1     | 1:01 | Shamrock FC 291                               | 07.07.2017 | Kansas City  | |